# Feldi Eboli 2019-2020
La voce raccoglie i dati riguardanti la Feldi Eboli, squadra di calcio a 5 militante in serie A, nelle competizioni ufficiali del 2019-2020.

## Trasferimenti

### Sessione estiva
| Marco Boaventura | Stalìca Minsk    |
| Marco Ercolessi  | Acqua e Sapone   |
| Fábio Poletto    | Jaraguá          |
| Rudinei Tres     | Meta Catania     |
| Luan Fiuza       | Acqua e Sapone   |
| Antonio Bagatini | Era-Pack Chrudim |
| Mancha           | Napoli           |
| Danilo Spisso    | Alma Salerno     |

| Bocão           | Dracena     |
| André Ferreira  | Pescara     |
| Josiko          | Peñíscola   |
| Marco Pasculli  | Real Rieti  |
| Giovani Pedotti | Arzignano   |
| Tuli            | Peñíscola   |
| Attilio Arillo  | Fuorigrotta |

### Sessione invernale
| Thiago Bissoni | Latina      |
| Lucas Francini | River Plate |

| Kevin Arrieta | Ferro Carril Oeste |
| Fábio Poletto | Mantova            |

## Prima squadra
| N° | Naz.                   | Ruolo | Sportivo           | Anno       |  |  |
| -- | ---------------------- | ----- | ------------------ | ---------- |  |  |
| 2  | Brasile (bandiera)     | POR   | Laion De Freitas   | 28.05.1989 |  |  |
| 4  | Italia (bandiera)      | LAT   | Sergio Romano      | 28.08.1987 |  |  |
| 5  | Argentina (bandiera)   | PIV   | Lucas Francini     | 07.03.1991 |  |  |
| 7  | Italia (bandiera)      | LAT   | Giovanni Caiafa    | 29.01.2000 |  |  |
| 8  | Italia (bandiera)      | PIV   | Danilo Spisso      | 15.08.1988 |  |  |
| 9  | Brasile (bandiera)     | PIV   | Jader Fornari      | 31.01.1983 |  |  |
| 10 | Argentina (bandiera)   | LAT   | Kevin Arrieta      | 16.02.1997 |  |  |
| 11 | Brasile (bandiera)     | LAT   | Rudinei Tres       | 13.02.1987 |  |  |
| 12 | Brasile (bandiera)     | POR   | Luan Fiuza         | 02.08.1998 |  |  |
| 12 | Brasile (bandiera)     | DIF   | Antonio Bagatini   | 18.09.1990 |  |  |
| 13 | Brasile (bandiera)     | DIF   | Thiago Bissoni     | 03.08.1988 |  |  |
| 15 | Azerbaigian (bandiera) | PIV   | Fábio Poletto      | 31.02.1989 |  |  |
| 16 | Italia (bandiera)      | LAT   | Christian Pierro   | 16.02.2000 |  |  |
| 19 | Italia (bandiera)      | POR   | Andrea Sinno       | 29.03.1980 |  |  |
| 19 | Italia (bandiera)      | POR   | Brandon Giordano   | 01.12.1996 |  |  |
| 22 | Italia (bandiera)      | UNI   | Marco Ercolessi    | 15.05.1986 |  |  |
| 24 | Italia (bandiera)      | LAT   | Vincenzo Caponigro | 18.08.1997 |  |  |
| 65 | Italia (bandiera)      | LAT   | Alessio Saponara   | 13.11.2000 |  |  |
| 70 | Italia (bandiera)      | DIF   | Marco Boaventura   | 03.05.1991 |  |  |
| 92 | Romania (bandiera)     | DIF   | Mancha             | 16.12.1992 |  |  |

## Under-19
| N° | Naz.              | Ruolo | Sportivo         | Anno       |  |  |
| -- | ----------------- | ----- | ---------------- | ---------- |  |  |
| 1  | Italia (bandiera) | POR   | Samuele Glielmi  | 08.08.2002 |  |  |
| 10 | Italia (bandiera) | LAT   | Gerardo Senatore | 16.01.2003 |  |  |
| 15 | Italia (bandiera) | LAT   | Gerardo Vitale   | 06.03.2003 |  |  |